# Steve McQueen (regisseur)
Steve McQueen (Londen, 9 oktober 1969) is een Brits kunstenaar en filmregisseur.

## Biografie
Zijn ouders kwamen over vanuit Grenada om bij te dragen aan de wederopbouw van Engeland na de Tweede Wereldoorlog. McQueen studeerde beeldende kunst aan Chelsea College of Art and Design (London), Goldsmiths College (Universiteit van Londen) en kort aan de Tisch School of the Arts (New York-universiteit). Vanaf 1993 maakte hij diverse korte films die vaak geprojecteerd werden in galeries. Zijn eerste korte film, Bear, dateert van 1993. In 2008 schreef en regisseerde McQueen zijn eerste lange speelfilm, Hunger, hij won hiervoor onder andere de Caméra d'Or in Cannes. Zijn volgende film, Shame, kwam in 2011 uit en werd eveneens goed ontvangen.
In 2013 regisseerde McQueen het slavenepos 12 Years a Slave dat zeer goed werd ontvangen en genomineerd voor negen Oscars. In de categorieën beste film en beste regisseur werd McQueen reeds vroeg als favoriet genoemd. Uiteindelijk wint McQueen de Oscar voor beste film, samen met de andere producenten onder wie acteur Brad Pitt. Op de titelrol van 12 Years a slave staat Bianca Stigter vermeld als associate producer. Hij regisseerde in 2015 de videoclip All Day van Kanye West.
In 2018 regisseerde hij Widows, een kraakfilm (Engels: heist film of caper movie) over weduwen van misdadigers met schulden. In de periode 2020 tot en met 2023 maakte hij samen met zijn vrouw Bianca Stigter de 4,5 uur lange documentaire De bezette stad op basis van haar boeken De bezette stad: plattegrond van Amsterdam 1940-1945 en Atlas van de bezette stad Amsterdam 1940-1945. Nog voordat die in de bioscoop te zien was, startte hij opnamen van Blitz over Londen onder Duits oorlogsgeweld. Inspiratie kwam deels uit het leven van zijn ouders.
Ook als beeldend kunstenaar is Steve McQueen succesvol. In 1999 won hij de Turner Prize categorie beeldende kunst. Zijn expositie Speaking in Tongues was in 2003 te zien in het Musée d'Art Moderne de la Ville de Paris. Het Stedelijk Museum (Amsterdam) kocht in 2014 twee werken van McQueen. Ook Museum De Pont in Tilburg heeft werk van McQueen in zijn collectie opgenomen.
In 2016 is de Johannes Vermeerprijs aan hem toegekend.  

### Privéleven
Steve McQueen is gehuwd met de Nederlandse cultuurcritica en regisseuse Bianca Stigter. Het echtpaar heeft drie kinderen en woont afwisselend in Londen en Amsterdam.

## Eredoctoraat
Op 2 oktober 2024 ontvingen McQueen en zijn echtgenote Bianca Stigter een eredoctoraat van de Universiteit van Amsterdam omdat zij "maatschappelijke vraagstukken en politieke en historische thema’s onder de aandacht [brengen] van een groot publiek".

## Filmografie
- Hunger (2008)
- Shame (2011)
- 12 Years a Slave (2013)
- Widows (2018)
- Small Axe (2020), mini-serie
- Occupied City (2023), documentaire
- Blitz (2024)

- Bibsys: 9073168
- Biblioteca Nacional de España: XX5230720
- Bibliothèque nationale de France: cb144900604 (data)
- Catàleg d'autoritats de noms i títols de Catalunya: 981058526380806706
- CiNii: DA15978920
- Gemeinsame Normdatei: 119535432
- International Standard Name Identifier: 0000 0000 8402 7606
- Library of Congress Control Number: nr00001469
- Nationale Bibliotheek van Letland: 000302018
- Bibliotheek van het Japanse parlement: 01083161
- Nationale Bibliotheek van Tsjechië: xx0187606
- Nationale bibliotheek van Australië: 57275327
- Nationale Bibliotheek van Israël: 987007459945705171
- Nederlandse Thesaurus van Auteursnamen: 191224855
- RKD-Nederlands Instituut voor Kunstgeschiedenis: 132457
- Istituto Centrale per il Catalogo Unico: TO0V395468
- SNAC: w6028vrr
- Système universitaire de documentation: 07042943X
- Trove: 1682444
- Union List of Artist Names: 500114910
- Virtual International Authority File: 96536223
- WorldCat: E39PBJtxhDHPkTFKrM4jbKd4v3